# Xestoleptura behrensii
Xestoleptura behrensii là một loài bọ cánh cứng trong họ Cerambycidae.